# معركة طبرقة
معركة طبرقة أو معركة كاهنة البربر هي اشتباك عسكري بين قوات الخلافة الأموية وبين قوات مملكة الأوراس الأمازيغية بقيادة الملكة ديهيا. وقعت المعركة بالقرب من مدينة طبرقة في تونس عام 701 أو 702 أو 703 م. أسفرت المعركة عن انتصار ساحق للأمويين ونهاية المقاومة المنظمة للتوسع الإسلامي.

## خلفية تاريخية
خلال أواخر القرن السابع، قامت قوات الخلافة الأموية التي يهيمن عليها العرب بغزو شمال إفريقيا على مدى عقود، التي كانت تحت سيطرة الإمبراطورية البيزنطية. كانت إحدى العقبات الرئيسية أمام الغزو هي ديهيا، وهي ملكة أمازيغية قاتلت ضد تقدم الأمويين إلى نوميديا. في عام 698 ، فازت على الأمويين في معركة الجمال، مما أوقف مؤقتًا حملة حسان بن النعمان لغزو نوميديا. وفرَّ جيش حسان ووقع في الأسر عددٌ كبير من المسلمين، منهم خالد بن يزيد القيسي، فاتخذته الكاهنة ولدًا لها.

## المواجهة
بعد إعادة تجميع صفوفهم في ليبيا، غزا الأمويون نوميديا مرة أخرى إما في 701 أو 702 أو 703. جمعت ديهيا العديد من قبائل الأمازيغ لمقاومة الغزو الجديد. اشتبك الجيشان بالقرب من بلدة طبرقة بالقرب من الحدود الجزائرية التونسية الحديثة، حيث توجد نقطة الاختناق بين البحر الأبيض المتوسط وجبال الأوراس. المعركة - التي توصف بأنها «شرسة» - انتهت بانتصار الأمويين، وموت ديهيا، ونهاية المقاومة المنظمة للفتح الأموي.

## بعد المعركة
تتفق المصادر على أن المعركة أسفرت عن مقتل ديهيا، لكنها تختلف حول ما إذا كانت منتحرة أو قتلت في معركة. وبالمثل ، تختلف المصادر حول ما إذا كان ابنا ضحية - وكلاهما نجا من المعركة - قد اعتنقوا الإسلام قبل المعركة وقاتلوا ضد والدتهم أو اعتنقوا الإسلام بعد المعركة مقابل إنقاذ حياتهم.